# Devario laoensis
Devario laoensis és una espècie de peix cipriniforme de la família dels ciprínids.
Els adults poden assolir els 8 cm de longitud total. Es troba des del riu Salween fins al curs mitjà del Mekong.